# Prévalence
Ne doit pas être confondu avec Incidence (épidémiologie).

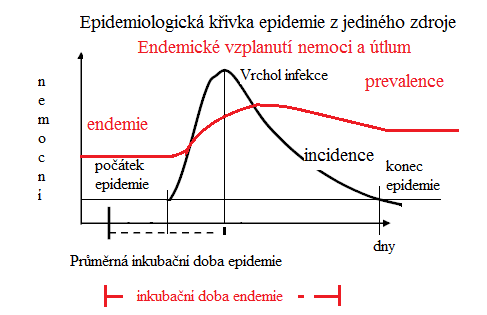
Différence entre incidence et prévalence.

En épidémiologie, la prévalence est le rapport entre l'ensemble des cas présents ou passés d'un évènement ou d'une maladie et l'ensemble de la population exposée, à une date donnée. Ce rapport représente la proportion de personnes concernées par le phénomène et n'a pas d'unité. Prévalence et taux de prévalence sont deux termes équivalents.  
La prévalence est exprimée en pourcentage, en taux pour une population donnée, par exemple 100 000 individus (mais tout autre nombre est possible et doit être précisé). Elle est parfois dite « instantanée ». 

## Relations entre prévalence et incidence
Prévalence et incidence sont des concepts distincts. L'incidence ne prend en compte que les nouveaux cas d'un évènement sur une période donnée (jour, semaine, mois…), alors que la prévalence prend en compte les cas anciens et nouveaux à une date donnée. Il n'est pas possible de relier simplement prévalence et incidence.
Deux autres définitions de prévalence sont parfois utilisées :
- prévalence pour une durée donnée qui est probablement égale au nombre de cas apparus durant la période qu'ils soient ou non guéris rapportés à la population exposée. Le nombre de morts de la même cause doit en être retranché ;
- prévalence vie entière qui mesure la proportion de personnes atteintes d'une pathologie donnée au cours de leur existence.  Par exemple, la prévalence de l'obésité chez les adultes américains en 2001 a été estimée par les Centers for Disease Control (CDC) des États-Unis à environ 20,9 %.

## Situation en cas d'épidémie
En cas d'épidémie, l'incidence augmente. La prévalence entre le début de l'épidémie et le moment (date) de l'observation augmente aussi mais est affectée par le taux de mortalité de la maladie puisque les morts ne sont plus pris en compte alors que l'incidence les prend en compte au moment du diagnostic, même si leur décès intervient par la suite.
Si l'on ne tient pas compte des décès d'autres causes, la prévalence, à la fin de l'épidémie sera à un niveau constant. Les décès d'autres causes provoqueront une baisse progressive de la prévalence si aucun autre épidémie ne survient.